# Rohrsen (Hameln)

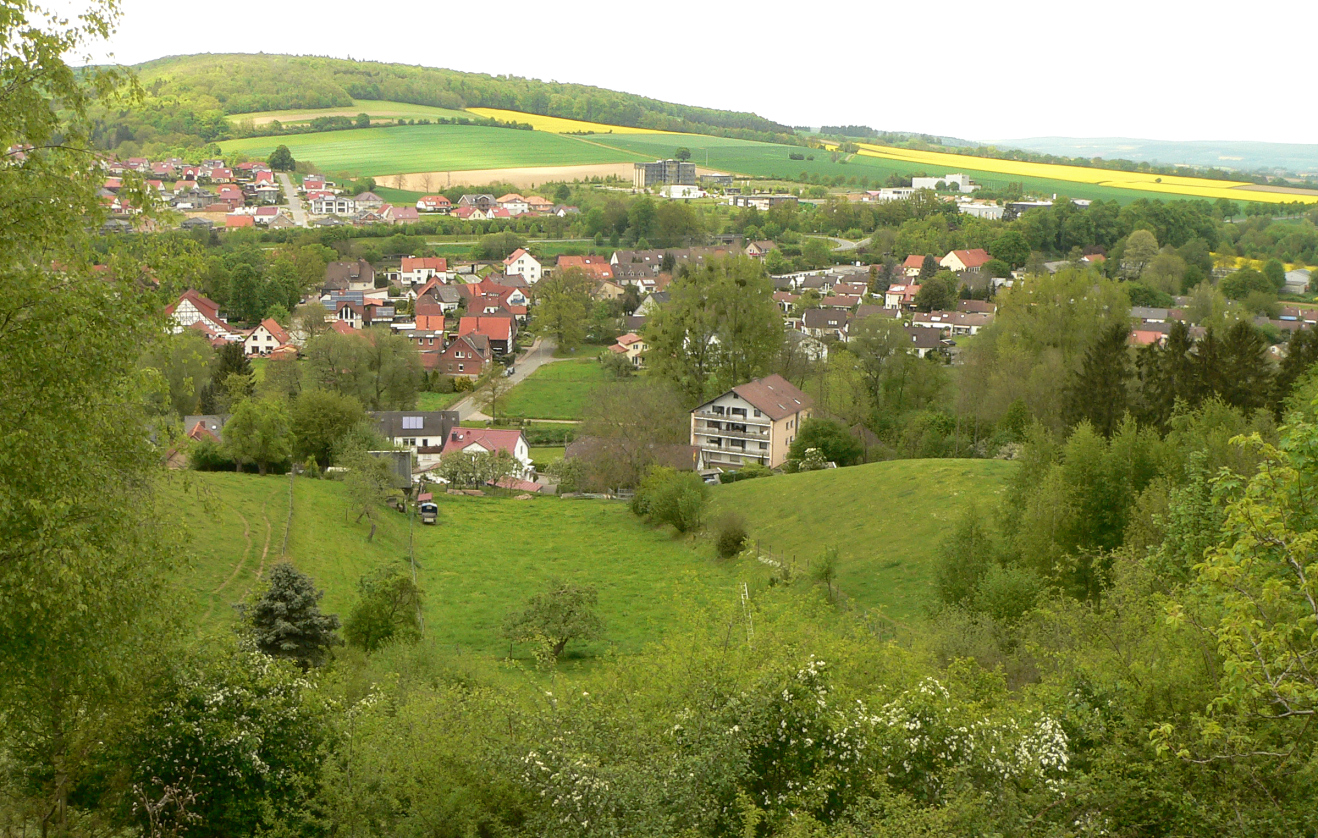
Blick vom Dütberg auf Rohrsen

Rohrsen ist ein Stadtteil von Hameln (Niedersachsen) im Osten der Stadt. Die Bundesstraße 217 verbindet den Ort mit dem Stadtzentrum. Parallel zur Straße fließt die Hamel am Ort vorbei.

## Geschichte
Erste urkundliche Erwähnung findet Rohrsen im Jahr 1237 mit der Bezeichnung „Rohrdessen“ in einem Güterverzeichnis des Klosters Fulda. Der Name veränderte sich im Laufe der Zeit über „Rorssem“, „Roerssen“ und „Roersen“ zur heutigen Bezeichnung.
Die Gemeinde Rohrsen wurde am 1. Februar 1923 in die Stadt Hameln eingemeindet.

## Bahnhof Rohrsen
Der Ort hatte einen Bahnhof an der 1872 eröffneten Bahnstrecke Hannover–Altenbeken. Ein Haltepunkt wurde jedoch erst 1904 eingerichtet und ein Bahnhofsgebäude errichtet. Da der Ort rund zwölf Kilometer vom Bückeberg entfernt war, wurde dieser Bahnhof 1934 im Rahmen der Ausbauarbeiten für das Reichserntedankfest mit zwei Ausweich- und Abstellgleisen erweitert.
Nach dem Zweiten Weltkrieg wurden die nicht benötigten Bahnsteige wieder abgebaut und der Bahnhof zum Haltepunkt zurückgestuft. Im Frühjahr 1959 wurde der Personenhalt aufgelassen. Anfang der 1970er Jahre wurde die Blockstelle überflüssig und das Empfangsgebäude abgerissen.

## Politik
Ortsvorsteher ist Jobst-Werner Brüggemann.

### Wappen
Auf weißem Grund drei Schilfrohrkolben in Wasserwellen stehend.

## Kultur und Sehenswürdigkeiten

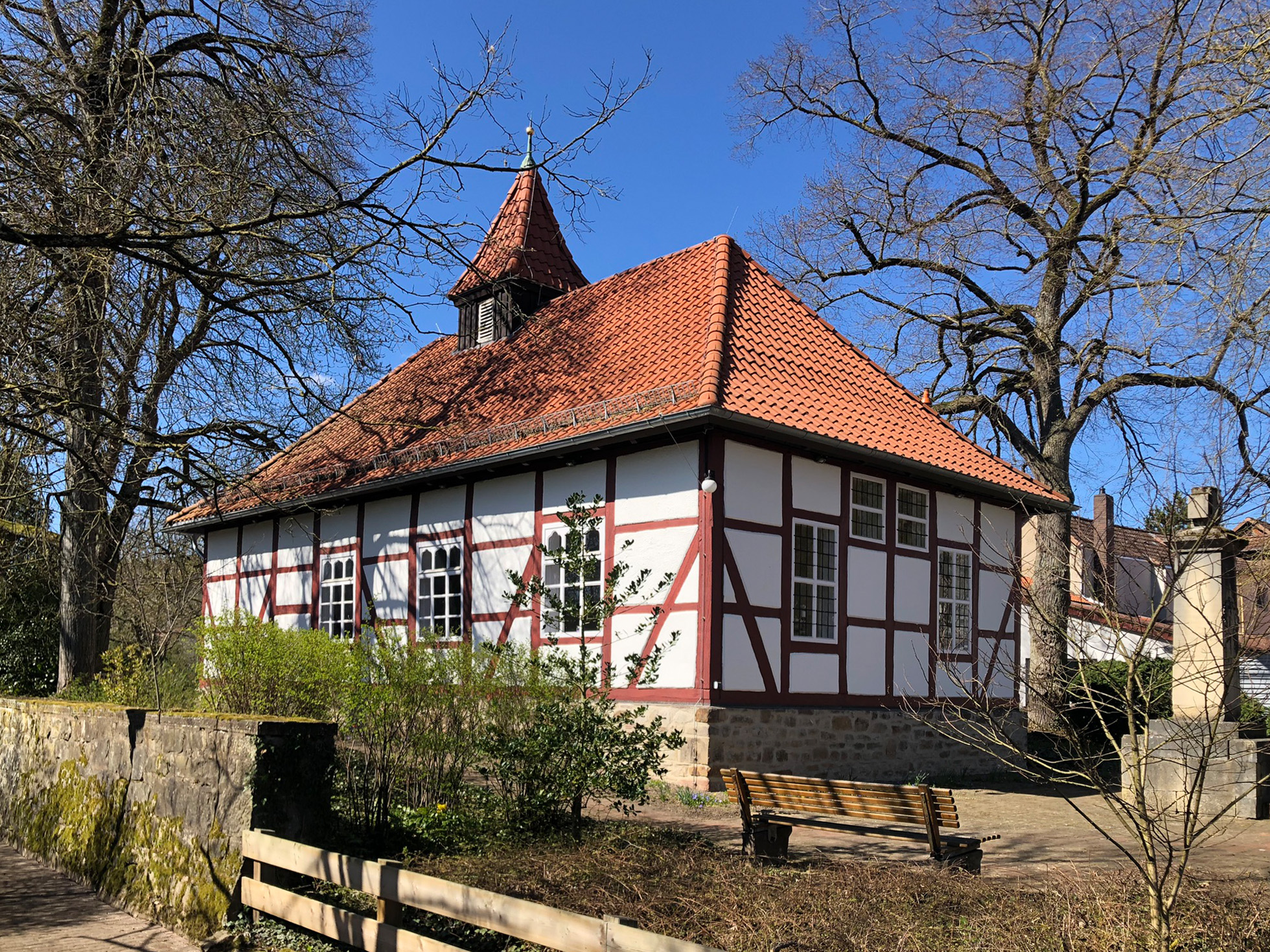
Rohrsener Kapelle von 1783

- Die Kapelle des Ortes ist der Nachfolger einer im Jahr 1353 gegründeten, dann jedoch verfallenen Vorgängerkapelle. Die Kapelle in ihrer jetzigen Form wurde 1783 eingeweiht. Es handelt sich um einen schlichten Fachwerkbau mit Walmdach und Dachreiter.